# Radar pasywny
Radar pasywny (ang. Passive Coherent Location) – radar nieposiadający własnego nadajnika i nieemitujący energii elektromagnetycznej. Tego typu radar w celu lokalizacji obiektów wykorzystuje istniejące nadajniki radiowe, telewizyjne, sieci komórkowych i inne. To stanowi zaletę – radar jako system jest ukryty poprzez powszechność wykorzystywanych nadajników, nie wymaga dużych mocy zasilających, nie wymaga zgody na emisję.
Jednym z pierwszych eksperymentów, które tworzyły podwaliny współczesnej radiolokacji był eksperyment przeprowadzony przez Roberta Watson-Watta w 1935 r. w pobliżu miejscowości Daventry (Wielka Brytania). Za pomocą zestawu anten wykrył on sygnał echa radiolokacyjnego bombowca typu Heyford z odległości 8 mil. Bombowiec był opromieniony pobliskim krótkofalowym nadajnikiem radia BBC. Był to pierwszy funkcjonujący model radaru pasywnego. W czasie II wojny światowej Niemcy budowały radary pasywne na wybrzeżu podbitej Francji, wykrywające samoloty opromienione angielskimi radarami Chain Home. Radar miał kryptonim Klein Heidelberg.
Ponieważ radar pasywny wymaga zastosowania złożonych procesów korelacyjnych, dlatego ta technika poszła w zapomnienie na wiele lat, wyparta przez prostsze radary impulsowe. Od początku XXI w. w związku z szybkim wzrostem mocy obliczeniowej komputerów, procesorów sygnałowych i układów logiki programowalnej wrócono do idei radarów pasywnych i je się rozwija.
Radar pasywny wyposażony jest w zestaw anten odbiorczych, odbierających sygnały z różnych kierunków. Jedna z kierunkowych wiązek odbiorczych pochodzi z nadajnika i to jest sygnał bezpośredni, zwany często referencyjnym (wzorcowym). Pozostałe wiązki pochodzą z różnych kierunków i to są echa odbite od obiektów stałych i ruchomych (na zasadzie rozproszenia fali elektromagnetycznej).
Sygnał echa, odbity od obiektu, jest przesunięty (opóźniony) w czasie, a odbity od obiektu poruszającego się lub drgającego, ze względu na występowanie efektu Dopplera, także w częstotliwości. Radar pasywny określa odległość od obiektu wyznaczając przesunięcie czasowe pomiędzy echem a sygnałem bezpośrednim, zaś prędkość obiektu analizując przesunięcie dopplerowskie tych sygnałów. W celu wykrycia pozycji obiektów w radarze pasywnym oblicza się funkcję niejednoznaczności wzajemnej (korelacji) pomiędzy przebiegiem sygnału referencyjnego a sygnału odebranego na badanych częstotliwościach dla czasu różnych możliwych przesunięć. Podobny sposób przetwarzania sygnałów stosuje się w radarze szumowym.
Zasięg wykrywania obiektów zależy od ich rozmiarów i mocy nadajnika promieniującego na obiekt. Zasięg typowo obejmuje zakres od kilku do kilkuset kilometrów. Dokładność określania położenia zależy od szerokości pasma wykorzystywanych sygnałów, stosunku mocy sygnału echa od mocy szumu oraz geometrii nadajnik-obiekt-radar.
Jakość działania radaru (zasięg wykrywania i dokładność określania położenia) może być znacznie poprawiona jeśli radar do swojego działania wykorzystuje kilka nadajników umieszczonych w różnych lokalizacjach.